# Blaesoxipha aix
Blaesoxipha aix är en tvåvingeart som beskrevs av Thomas Pape 1994. Blaesoxipha aix ingår i släktet Blaesoxipha och familjen köttflugor. Inga underarter finns listade i Catalogue of Life.